# Hans-Ulrich Brunner

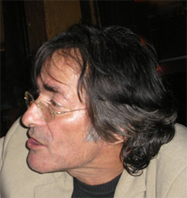
Portrait Brunner

Hans-Ulrich Brunner (* 29. Juli 1943 in Winterthur; † 25. September 2006 in Berlin) war ein Schweizer Maler mit Wohnsitz in Berlin.

## Leben
Hans-Ulrich Brunner wuchs in Bern in der Schweiz auf. Nach der Matura (1964) studierte er zunächst Ethnologie und Kunstgeschichte an der Universität Bern und Malerei an der Kunstgewerbeschule Bern. Ab 1968 Studium an der La Grande Chaumiere, Paris, dann Malerei in Madrid. Von 1969 bis 1975 studierte er an der Universität der Künste Berlin. 1974 erfolgte die Ernennung zum Meisterschüler bei Hermann Bachmann. Von 1979 bis 1985 übte er eine Lehrtätigkeit an der UdK Berlin aus. Studienreisen führten ihn unter anderem nach Frankreich, Italien, Spanien, Griechenland und Tunesien. Er lebte und arbeitete als freischaffender Künstler in Berlin. Hans-Ulrich Brunner starb am 25. September 2006 in Berlin bei einem Unfall.

## Ausstellungen
Auswahl von Einzel- und Gruppenausstellungen:
- 1972 Eidgenössisches Stipendium Ausstellung Lausanne, Schweiz
- 1973 Tell-73 in Bern, Basel, Lugano, Lausanne, Zürich
- 1978 Bernische Erotica, Kunstmuseum Bern, Schweiz
- 1979 Galerie Fundus, Berlin
- 1981 Berner Galerie, Bern, Schweiz
- 1984 Künstler für den Frieden, Haus am Kleistpark, Berlin
- 1984 Galerie am Savignyplatz, Berlin
- 1985 Kulturarena Wittinghofen, Bern, Schweiz, mit Harro Jacob
- 1988 Galerie Fritz Könning, Schleswig
- 1989 Galerie am Kreis (Fritz Tanner), Bern, Schweiz
- 1991 Kulturarena Wittinghofen, Bern, Schweiz, mit Peter Herbrich
- 1994 Galerie am Kreis (Fritz Tanner), Bern, Schweiz

## Werke
Anfänglich arbeitete Hans-Ulrich Brunner rein figürlich gegenständlich. Im Umfeld der zu dieser Zeit (Anfang der 70er Jahre) gegebenen Auseinandersetzung mit der Neuen Gegenständlichkeit, der Neuen Sachlichkeit suchte und fand er neue Ansätze für seine Malerei jenseits von Pop-art und Photorealismus. Obwohl Hans Brunner sich nie ganz vom Gegenstand löste, schaffte er es sehr bald, seine gestalterischen Mittel weitgehend frei einzusetzen und ungehemmt und malerisch mit ihnen umzugehen. Seine Malerei geschieht überwiegend aus dem Kopf, ohne Vorlage, ohne Modell. Das sichert ihm einen spontanen Malakt, der immer wieder das Medium Malerei in den Vordergrund treten lässt. Stilistisch ist er ungebunden und lässt sich nirgendwo einordnen.
Sein Malmaterial ist die Eitempera in Verbindung mit dünnen Schichten in Öl. So schafft er sich ein breites malerisches Spektrum von wuchtig nebeneinander gesetzten Flächen in Primatechnik bis hin zu dünnsten Lasuren.

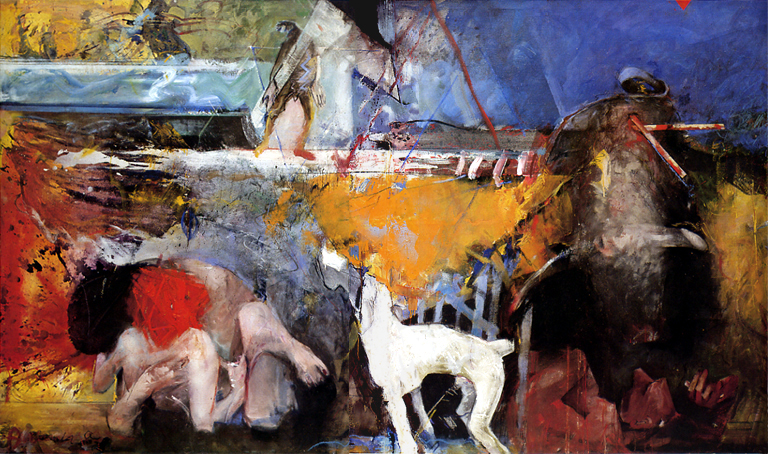
four seasons II

Dies zeigt sich in herausragender Weise in seinem ersten grossen, wichtigen Zyklus, seiner Stierkampf-Serie Ronda I–XV von 1981 bis 1983, aber auch in seinen Paaren I–VII (1986) der toro solo-Serie von 1995/96 und in four seasons (1986/87).
Es entstanden mehrere Bilderzyklen:
1972 bis 1976: Tausendsassas, Brunners monumentalstes Werk und andere grossformatige Arbeiten mit Figurengruppen, meist Personen aus dem engen Freundeskreis: Hansi Sprenger, Broderick Price, Peter Herbrich.
Der für Hans Brunner sehr wichtige Zyklus Ronda beginnt mit Ronda I
(1981) und endet mit Ronda VIII (1983).
1987 entsteht dann noch ein letztes, Ronda XIII.
1985 bis 1987 die Serie von Paar-Bildern,
Kleines Paar, I–VIII.
1987 eine Serie von kleinformatigen Porträts: Sabine Brunner, Alfred Brunner, Peter Herbrich, Hakon Lingner, Hansi Sprenger
sowie Bleierne Sonne und four seasons I und II.
Der Zyklus The Group beginnt 1990 und endet mit songlines, einem grossformatigen Bild (190 × 300 cm), 1991.
1993 entstehen:
Machu Pichu, Papa Leone und Otto with friends.
Nach der Erinnerung an eine Reise nach Malta malt Hans-Ulrich Brunner 1995: Pferd im Wasser I und II.
Danach entsteht der Zyklus der toro solo-Bilder:
toro solo I bis VII, 1995 und 1996.